# حسن علي النخودكي الأصفهاني
حسن علي النخودكي الاصفهاني (بالفارسية: حسنعلی نخودکی اصفهانی) (1279-1361 هـ) بن علي أكبر الأصفهاني الخراساني المقدادي، كان من علماء الشيعة، وكان مجتهدا فقيها أُصوليا، عارفا متطلِّعا في العلوم العقلية والنقلية والحساب والهيئة. يعرف بـنَخُودَكي نسبة إلى قرية نَخُودك في أطراف مشهد الذي سكنها في اواخر عمره.

## حياته
الشيخ حسن علي الأصفهاني المعروف بالنخودكي، ابن الملا علي أكبر بن رجبعلي الأصفهاني الخراساني المقدادي، ولد في شهر ذي القعدة 1279 هـ في أصفهان.
تلقى مبادئ العلوم هناك، ثم درس فيها الفقه والأصول والمنطق والفلسفة والتفسير على يد كبار علمائها من أمثال الملا محمد الكاشي. وفي عام 1303هـ قصد مدينة مشهد فأقام بها سنة واحدة، ثم توجّه إلى مدينة النجف لاستكمال دراسته في حوزتها فدرس هناك على يد عدد من الأعلام منهم السيد مرتضى الكشميري ومحمد كاظم الخراساني ومحمد كاظم اليزدي.
ثم عاد إلى أصفهان وفي سنة 1311هـ توجه إلى مشهد وأقام بها في مدرسة فاضل خان إلى سنة 1314هـ، وقد قام هناك بتدريس بعض الدروس كالفقه والتفسير والفلسفة في سنة 1315هـ عاد إلى أصفهان، ومن بعدها إلى النجف وظلّ فيها إلى سنة 1318هـ،
وفي سنة 1319هـ قصد مدينة شيراز فدرس هناك كتاب القانون في الطب لابن سينا على يد ميرزا جعفر الطبيب، ثم توجّه منها إلى زيارة بيت الله الحرام في مكة المكرّمة، ثم رجع إلى مدينة مشهد.
وبعد ان اصدر رضاشاه قانون يفرض اللباس الغربي على الرجال سكن الشيخ النخودكي قرية نخودك في أطراف مشهد وبقي هناك إلى اخر عمره.

## كتابه
قام الشيخ النخودكي بتصحيح كتاب ارشاد البيان ورسالة الأسرار لعطار النيسابوري وطبعهما عام 1355هـ و 1356هـ في طهران. كما انه طبع كتاب ترجمة الصلاة للفيض الكشاني في طهران مع إضافة تأويلاته على الصلاة.
وبعد وفاته نشر ابنه علي المقدادي الإصفهاني كتاب عن احوال والده وآثاره باسم «نشان از بي نشان». تضمن الكتاب تعليقات الشيخ عن كتاب تذكرة المتقين للشيخ محمد بهاري همداني، وكتاباته إلى بعض تلامذته، وبعض تقاريره ورسائله بمحتويات عرفانية وأخلاقية مثل التوحيد والولاية ومحبة أهل البيت وادعية وشروط استجابة الدعاء والإخلاص.

## مدفنه

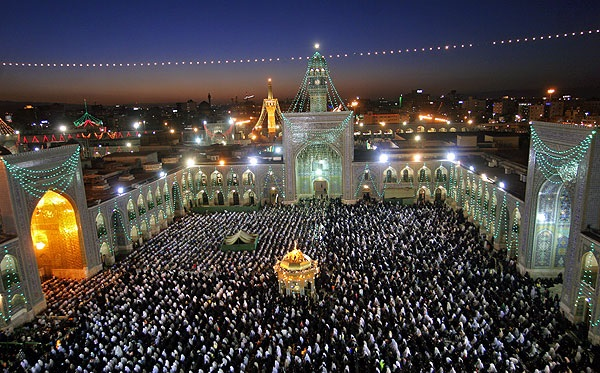
صحن الثورة في الحضرة الرضوية

توفي في 17 شعبان عام 1361 هـ، وكان عمره آنذاك 82 عاماً، شارك في تشييع جنازته جمع كبير لم تشهده المدينة من قبل، ثم دفن في الحضرة الرضوية في الضلع الشمالي من صحن العتيق الذي يسمي الآن بصحن الثورة (بالفارسية: صحن انقلاب) جنب الإيوان العباسي.